# Želary
Želary jsou ucelený cyklus osmi povídek české spisovatelky Květy Legátové, který je navzájem propojený jednotlivými hlavními postavami. Poprvé vyšly roku 2001 v nakladatelství Paseka a o rok později obdržely Státní cenu za literaturu. 
Děj jednotlivých povídek popisuje osudy obyvatel fiktivní stejnojmenné zapadlé horské vesnice nacházející se na moravsko-slovenském pomezí a jejich bídu v období první republiky.